# JFreeChart
JFreeChart es un marco de software open source para el lenguaje de programación Java, el cual permite la creación de gráficos   complejos de forma simple.
JFreeChart también trabaja con GNU Classpath, una implementación en software libre de la norma estándar de biblioteca de clases para el lenguaje de programación Java.
JFreeChart es compatible con una serie de gráficas diferentes, incluyendo cuadros combinados. Después de tipos de gráficos son compatibles:
- Gráficos XY (línea, spline y dispersión). Es posible usar un eje del tiempo.
- Gráfico circular.
- Diagrama de Gantt.
- Gráficos de barras (horizontal y vertical, apiladas e independientes). También tiene incorporado un dibujador de histogramas.
- Single valued (termómetro, brújula, indicador de velocidad) que luego se pueden colocar sobre el mapa.
- Varias gráficas específicas (tabla de viento, gráfica polar, burbujas de diferentes tamaños, etc.)

Además los gráficos, es posible colocar varios marcadores en el área de gráfica.
JFreeChart dibuja automáticamente las escalas de los ejes y leyendas. Con el ratón informático se puede hacer zum en la interfaz de la gráfica automáticamente y cambiar algunos ajustes a través del menú local. Las tablas existentes pueden actualizarse fácilmente a través de los oyentes (listeners) que la biblioteca tiene en sus colecciones de datos.